# Galerie des modes et costumes français

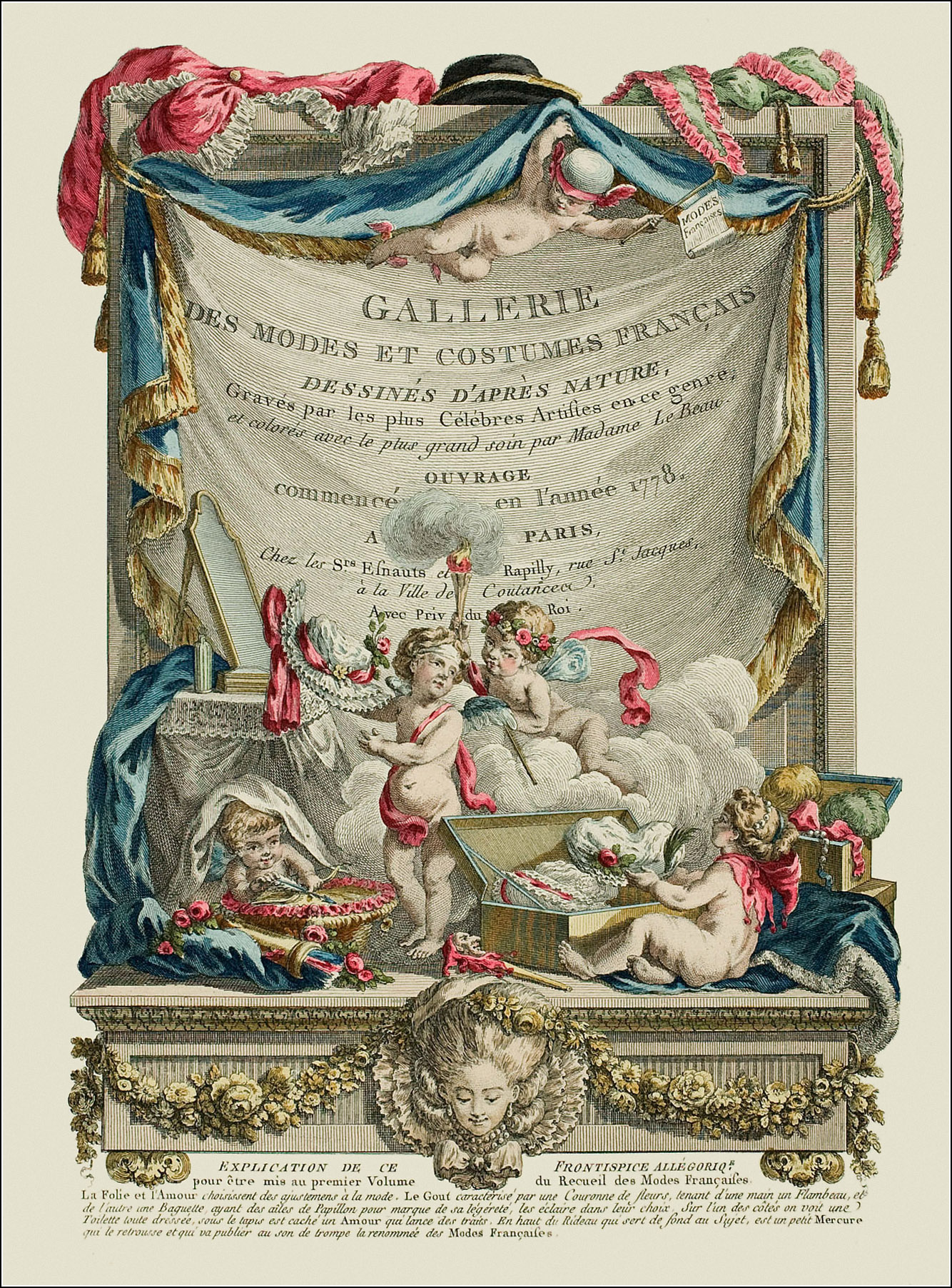
Frontispice de la Galerie des modes et costumes français, volume I, 1779, version coloriée.

La Galerie des modes et costumes français est une publication périodique française lancée en 1778 sous la forme d'une série d'estampes en noir ou en couleurs représentant des modèles habillés à la mode du temps ou régionale. Cette publication prend fin en 1787.

## Histoire
Le 29 juillet 1778, les éditeurs parisiens Jacques Esnault (1739-1812) et Michel Rapilly (1740-1797) obtiennent un privilège du roi pour publier la Galerie des modes et costumes français. Leur maison d'édition, « À la ville de Coutances », se trouve rue Saint-Jacques,.
Le premier cahier se présente sous la forme de six planches gravées en couleurs. Au départ, ce sont des vignettes qui dominent, entre quatre et douze par pages, représentant des bustes féminins portant les coiffures à la mode, coupes reprises dans un premier temps du coiffeur Davault. Puis, chaque planque va être occupée dans sa totalité par une voire deux figures en pied d'un modèle féminin ou masculin « d'après nature » portant vêtement et mis en situation.
Le rythme de parution, élevé au départ, connaît un ralentissement au fil des années ; en 1787, on compte seulement six planches parues. Le nombre total de planches publiées s'élève à 414.
Les éditeurs proposèrent une parution en volume des planches de l'année 1778 le 25 avril 1779, et renouvelèrent l'opération les années suivantes. Chaque volume est assorti d'un frontispice et d'une introduction rédigée par Guillaume Molé (1742-1790). Le prix de chaque volume est fixé à 36 livres tournois dans sa version colorée. La mention qui indique que chaque planche est « coloriées avec le plus grand soin par Madame Le Beau » est sans doute exagérée.
Dès le départ, cette publication suscite, preuve de son succès, des imitations frauduleuses : l'éditeur André Basset le jeune voit ses productions confisquées en avril 1779.
Certaines estampes présentent un aspect grivois ou coquin évident. L'humour n'en est pas absent. La qualité des dessins et des gravures est allée en s'améliorant au cours du temps. Ce n'est qu'à partir du septième cahier, que les planches sont non seulement pourvues d'une lettre détaillée mais aussi signées des noms du dessinateur et du graveur.
Parmi les dessinateurs, on compte Claude-Louis Desrais, Pierre Thomas Le Clerc, Augustin de Saint-Aubin et François Watteau, ce dernier exécutant 112 dessins. Les signatures de graveurs (eau-forte et burin) révèlent les noms de François-Antoine Aveline, Pierre-Charles Baquoy, A. B. Duhamel, Jean-Pierre-Julien Dupin et son père Nicolas Dupin, René Gaillard, Jean-François Janinet, Pierre Adrien Le Beau, Charles Emmanuel Patas, et Étienne Claude Voysard.

## Galerie

Exemples de planches publiées
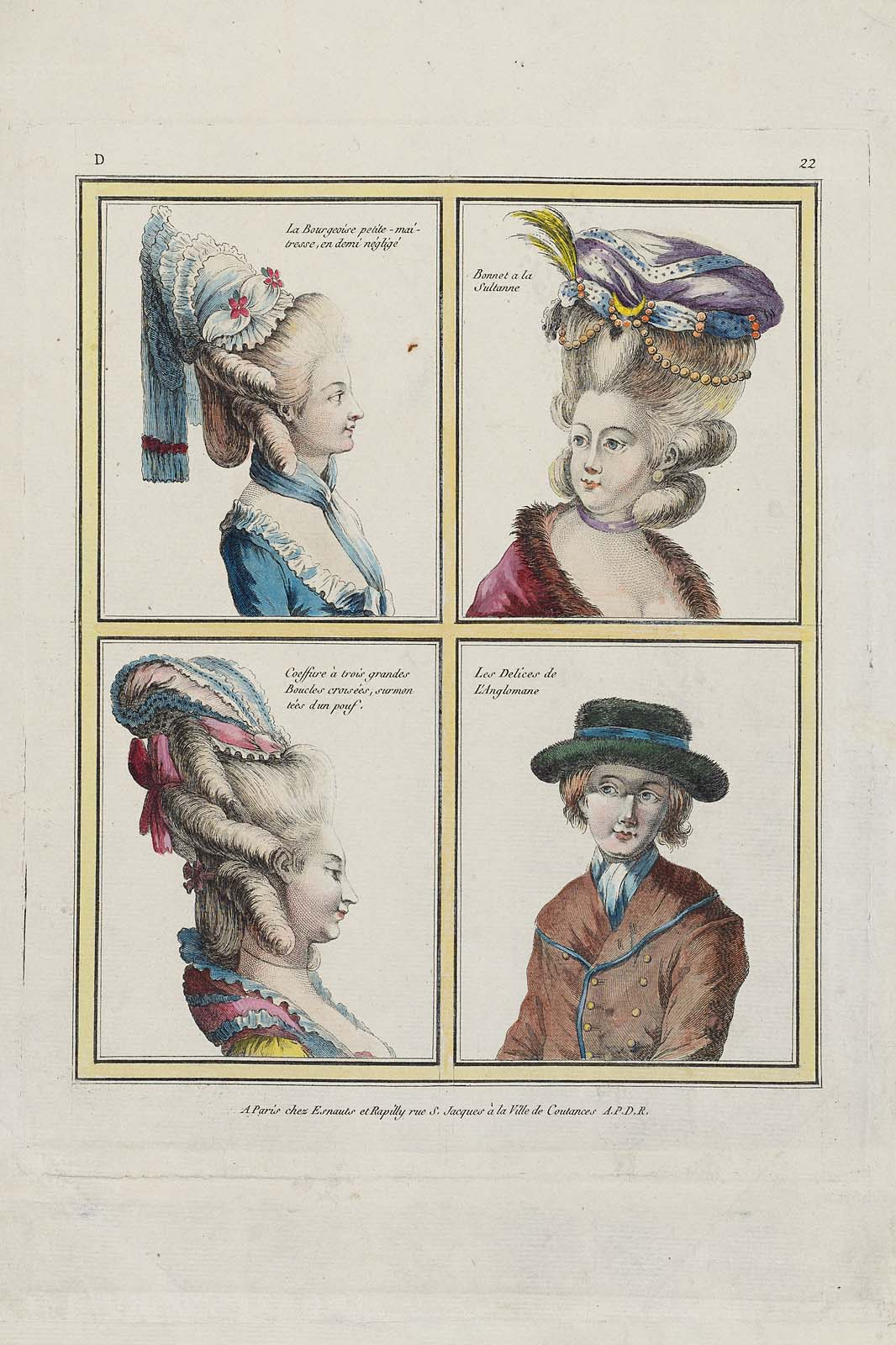
Coiffures, planche 22 (1778).
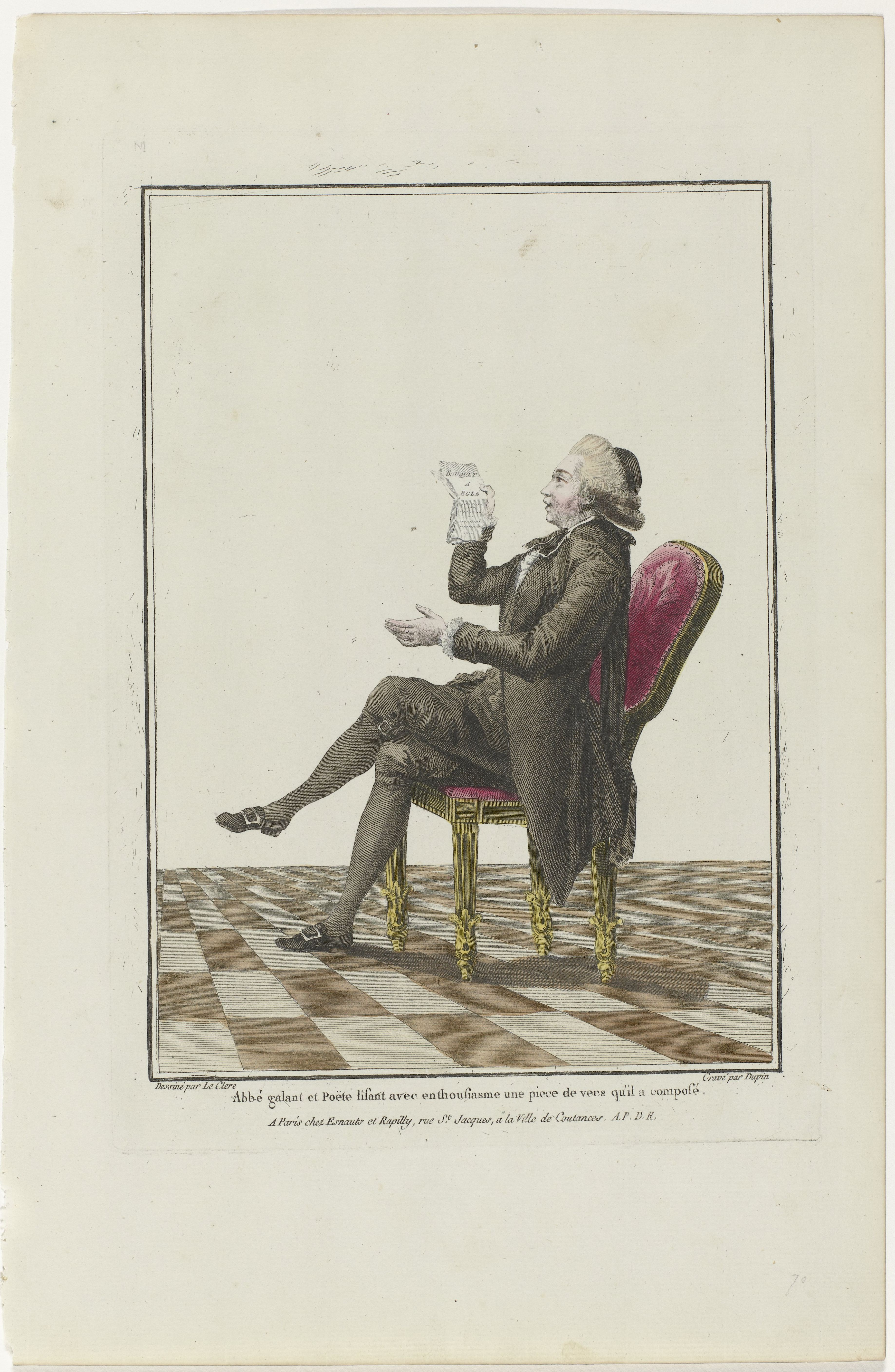
Abbé lisant et poète lisant (1778).
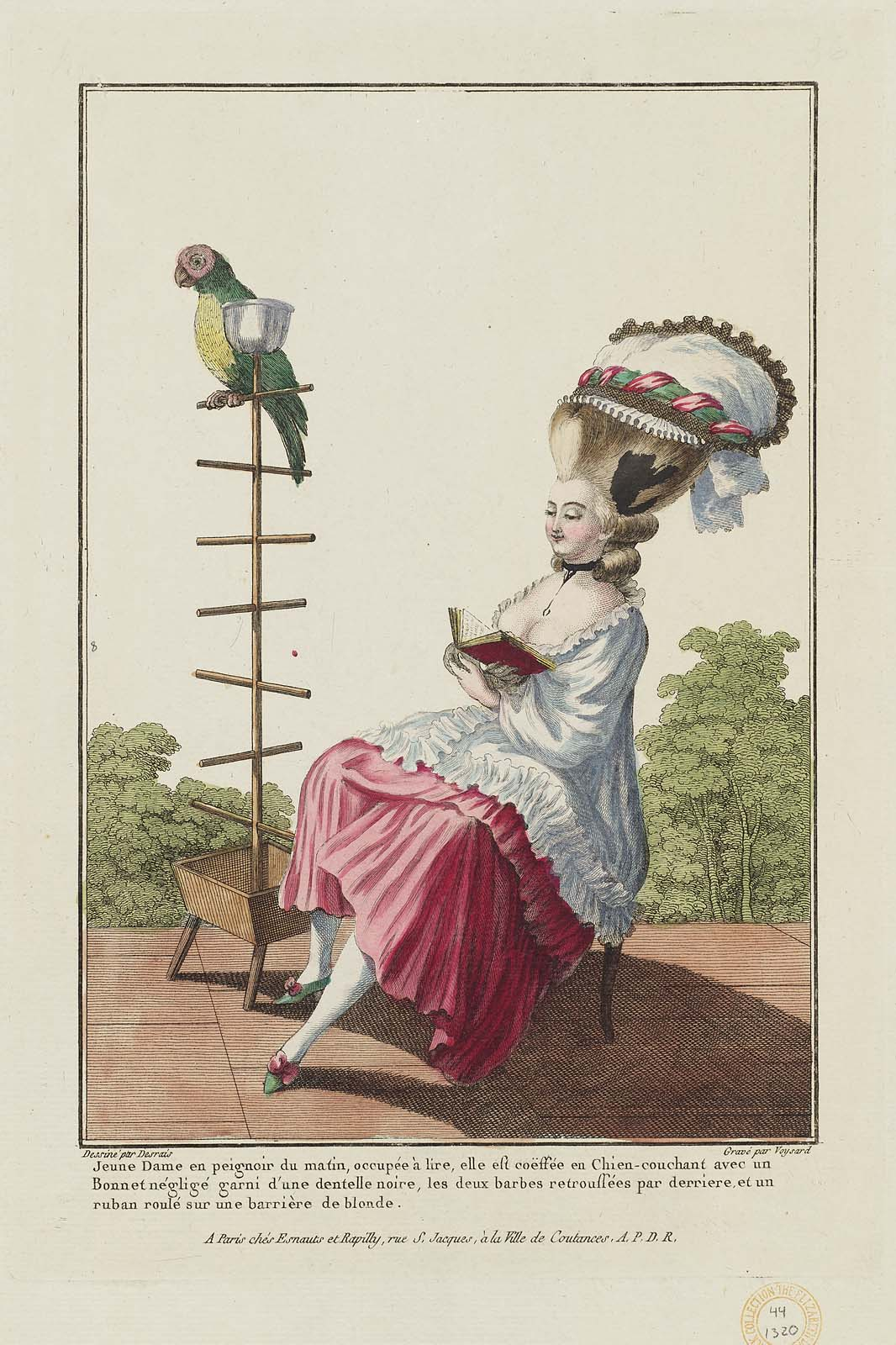
Jeune Dame en peignoir de matin, occupée à lire, planche 56.
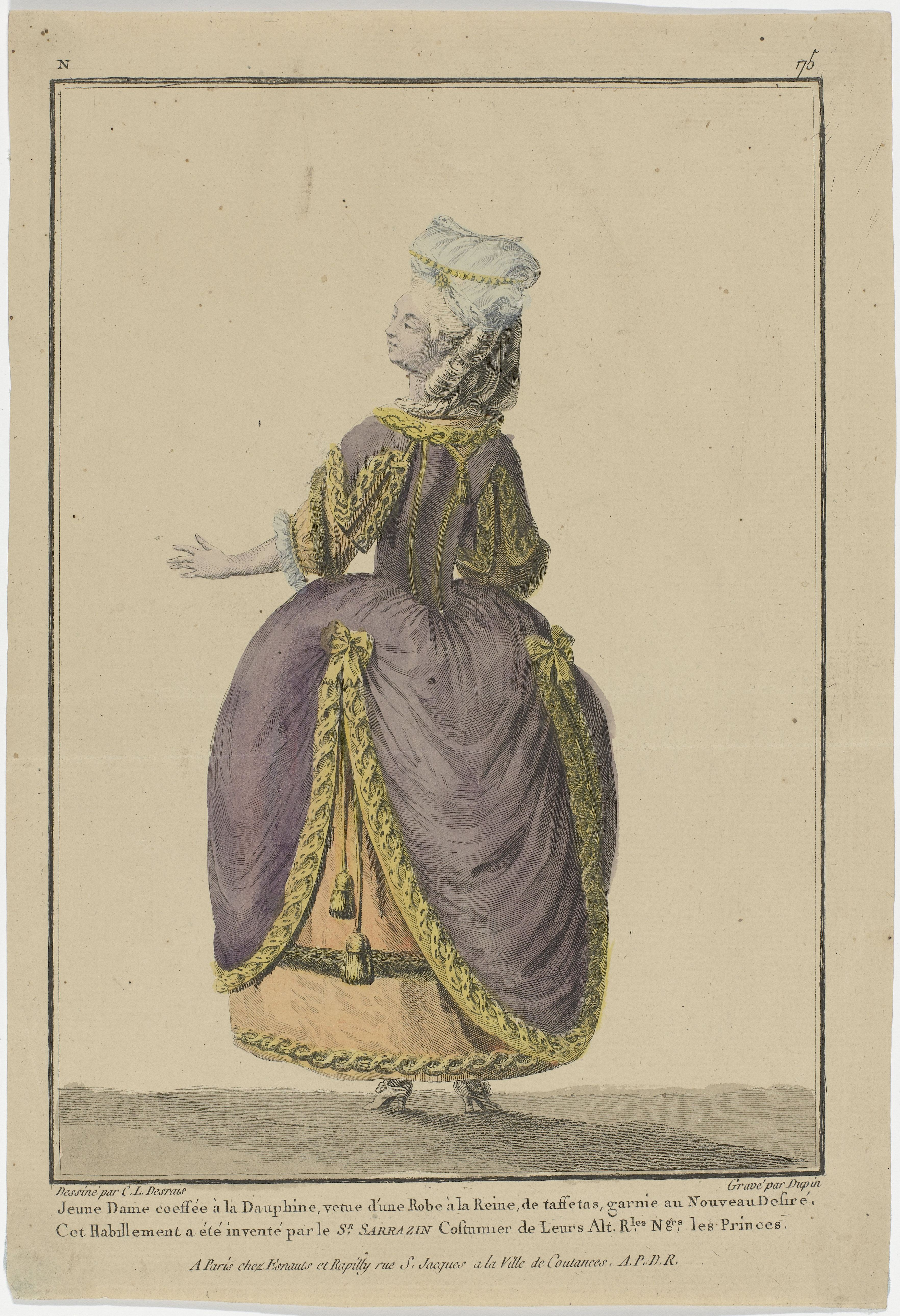
Jeune dame coiffée à la dauphin, planche 75 (1779).
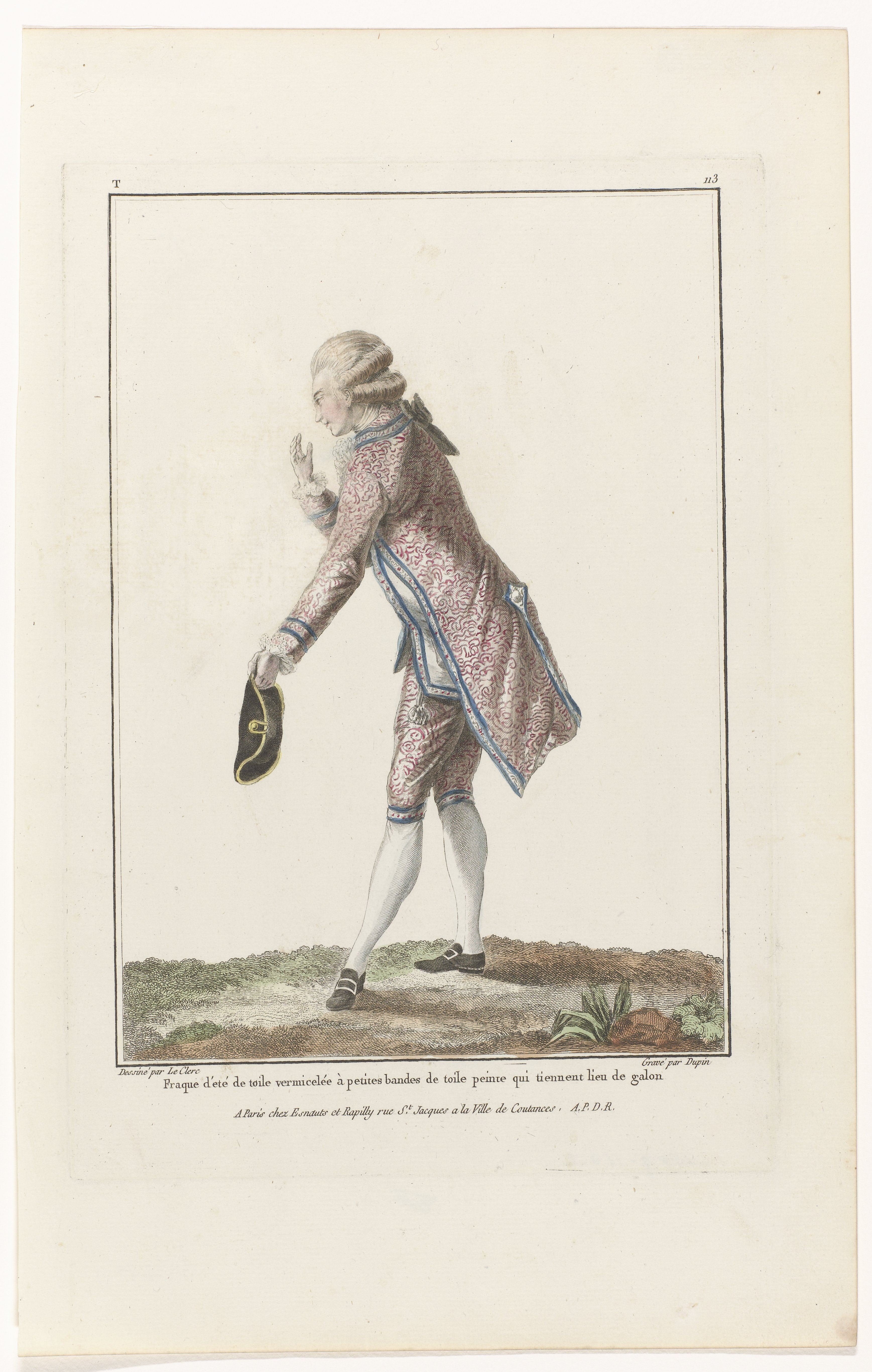
Fraque d'été de toile vermicelée, planche 113.
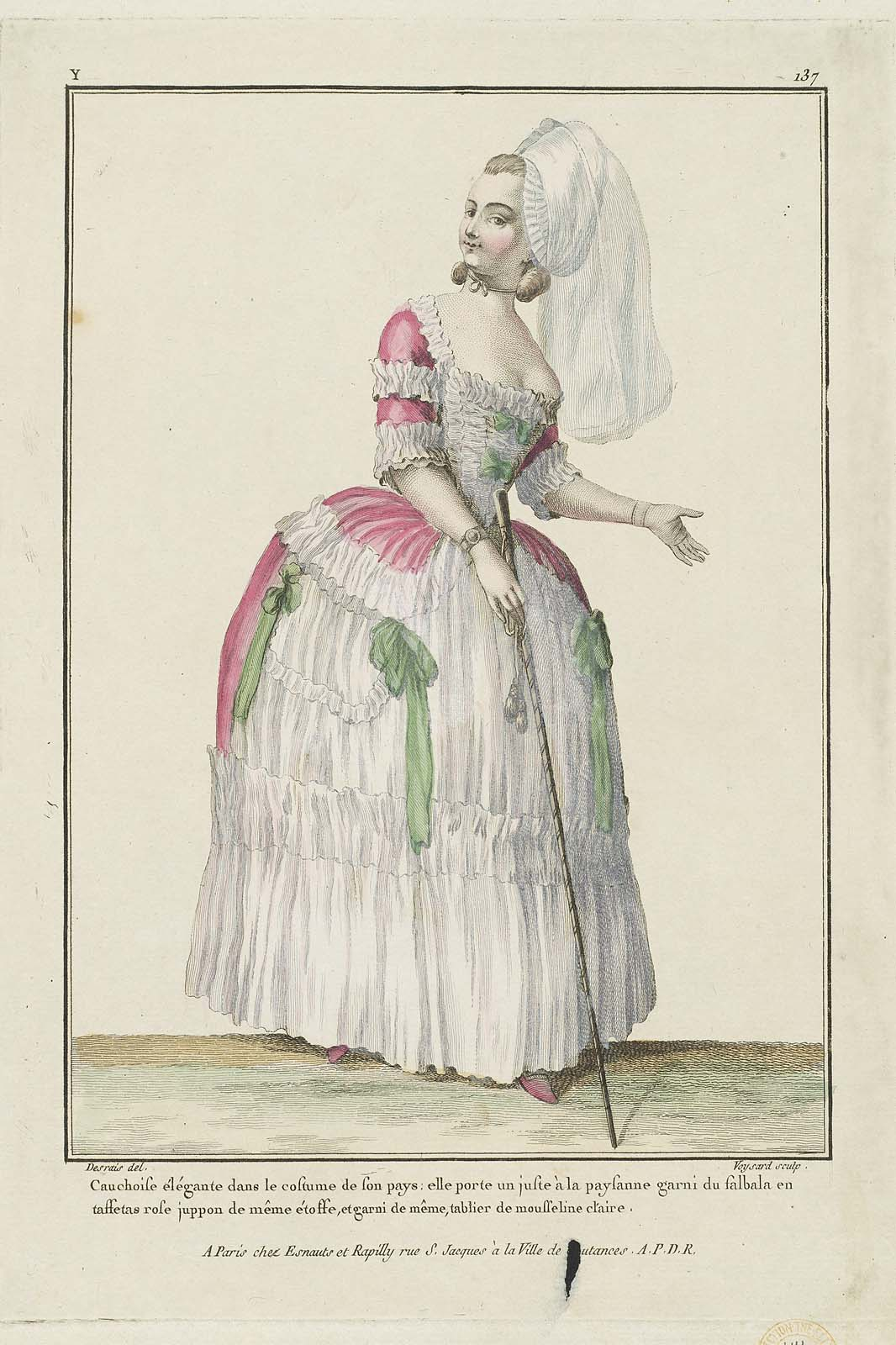
Cauchoise élégante dans le costume de son pays, planche 137.
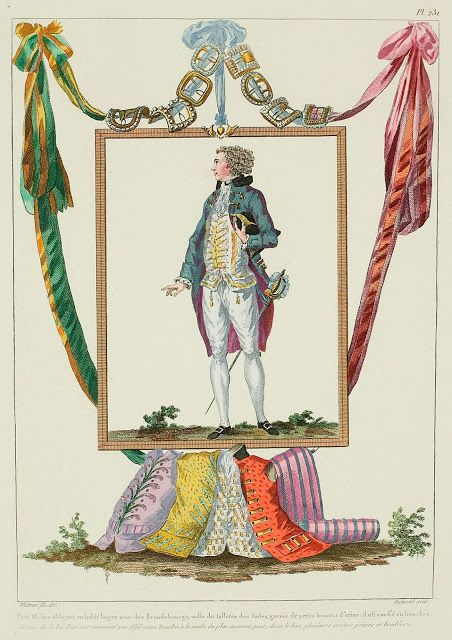
Série de cravates et de boucles, planche 232.
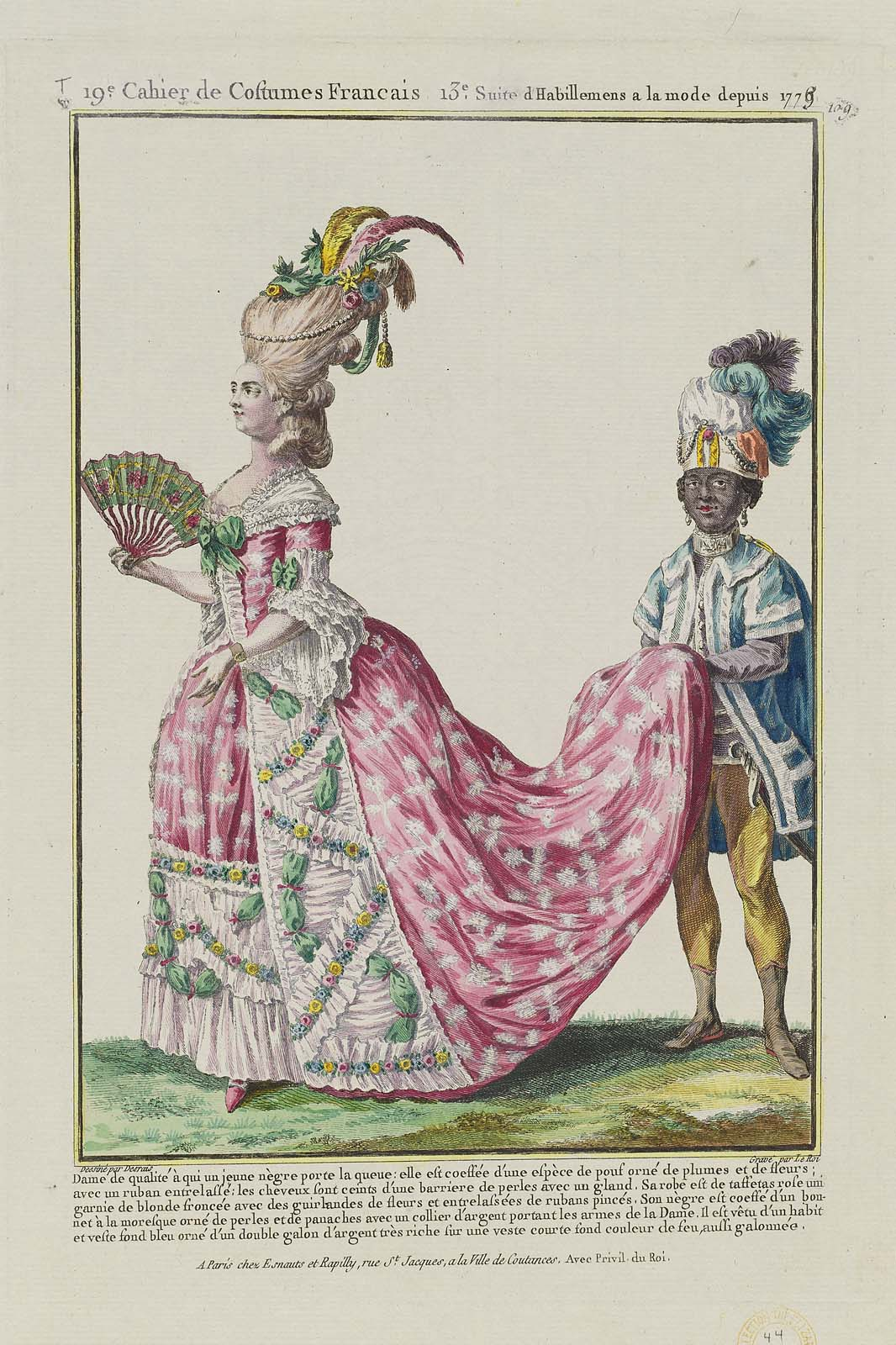
Dame de qualité à qui un jeune nègre porte la queue (1779).